# イワカガミ
イワカガミ（岩鏡、学名：Schizocodon soldanelloides）は、イワウメ科イワカガミ属の常緑の多年草。高山植物の一種ではあるが、実質的には低山帯から高山帯まで幅広く分布する。

## 特徴
茎は細く、地を這って、茎の先に葉が束生する。葉は厚く光沢があり、葉身は円形で、長さ幅ともに3-6cmになり、先は円形または広三角形で頂部は短くとがり、縁はとがった鋸歯があり、基部はわずかに心形となり、長い葉柄がある。葉の基部の側脈は1か所に集まる。
花期は4-7月。束生した葉の中央から高さ10-20cmになる花茎を伸ばし、先端に3-10個の花を総状花序につける。花は淡紅色。萼片は5個で、裂片は長楕円形。花冠は径1-1.5cmになり、漏斗状で5裂し、裂片の縁はさらに裂ける。雄蕊5個と短い仮雄蕊5個がある。雌蕊は1個。果実は径3-4mmになる球形の蒴果となる。

## 分布と生育環境
北海道、本州、四国、九州の高山帯から山地に分布し、草地や岩場に生育する。

## 名前の由来
和名イワカガミは、「岩鏡」の意で、岩場に多く生え、葉に光沢があることから「鏡」に見立てたもの。
種小名 soldanelloides は、「サクラソウ科の Soldanella属に似た」の意味で、Soldanella は、イタリア語の soldo（小さいコイン）に葉が似ることの意味。なお、ヨーロッパ原産で、日本で栽培種として流通しているサクラソウ科の Soldanella alpine L.には、「イワカガミダマシ」の和名がついている。

## 下位分類
生育地によって植物体の大きさに変異があり、コイワカガミ、イワカガミ、オオイワカガミという名があてられているが、それらの中間型が存在し、変異も連続的で、類型分類では区別できないという見解がある。DNA集団遺伝構造解析では、それらについてまったく違いが認められないというが、YListで「標準」とされているものについて、次に示す。
- シロバナイワカガミ Schizocodon soldanelloides Siebold et Zucc. var. soldanelloides f. leucanthus H.Hara[9] - 基本種の白花品種。
- コイワカガミ Schizocodon soldanelloides Siebold et Zucc. var. soldanelloides f. alpinus Maxim.[10] - 高山に生え、全体に矮小化しており、葉の鋸歯があまりとがらないもの[5]。
- オオイワカガミ Schizocodon soldanelloides Siebold et Zucc. var. magnus (Makino) H.Hara[11] - 葉が大型で円形、長さ幅ともに8-12cmになり、縁に多数のとがった鋸歯があるもの。北海道南部から本州の東北地方、中部地方の日本海側に分布し、多雪地帯のブナ林の林床に群落をつくる[5]。
- シロバナオオイワカガミ Schizocodon soldanelloides Siebold et Zucc. var. magnus (Makino) H.Hara f. niveus H.Hara[12] - 和名、学名からするとオオイワカガミの白花品種であるが、YListのノートでは、本品種のタイプ標本の採集地が日本海側ではない山梨県の青木ヶ原であることから、「これはヤマイワカガミ系では？」の記載がある[12]。
- ナガバイワカガミ Schizocodon soldanelloides Siebold et Zucc. var. longifolius (T.Yamaz.) T.Shimizu[13]
- シロバナナガバイワカガミ Schizocodon soldanelloides Siebold et Zucc. var. longifolius (T.Yamaz.) T.Shimizu f. albiflorus T.Shimizu[14]
- ヒメコイワカガミ Schizocodon soldanelloides Siebold et Zucc. var. minimus (Makino) H.Hara[15] - 屋久島の上部に生え、葉がごく小さく、縁の鋸歯が少ないもの。これは最初、牧野富太郎(1912)によってイワカガミの品種とされ、その後、山崎敬(1968)によってヒメイワカガミの変種とされるなど、分類が混乱していた。現在はDNA集団遺伝構造解析で、イワカガミの変種とされる[5]。

## ギャラリー
- イワカガミ
（福島県甲子山坊主沼, alt.1600m 2017年6月）
- コイワカガミ
（白山釈迦岳・2002年6月）
- オオイワカガミ
（福島県会津地方, alt.275m 2014年5月）